# James Akintunde
Oluwaseun Ewerogba Akintunde, detto James (Greenwich, 29 marzo 1996), è un calciatore inglese, attaccante dell'Haka.

## Carriera
Dopo aver giocato nei settori giovanili di Southend Utd e Cambridge Utd fa il suo esordio in prima squadra con quest'ultimo club (militante nella quinta divisione inglese) il 30 novembre 2013, subentrando dalla panchina in una partita di FA Trophy vinta contro il Salisbury City; nella seconda metà della stagione gioca in prestito al Sudbury, club della Division One North della Isthmian League (ottava divisione inglese), con cui realizza 2 reti in 23 presenze. Tornato al Cambridge United, nel frattempo promosso in quarta divisione, viene ceduto in prestito per sei mesi all'Histon, club di Southern Football League (settima divisione), con il quale realizza 3 reti in 11 partite di campionato disputate, a cui aggiunge anche 2 presenze (senza reti) in FA Cup e 2 presenze (con altrettante reti segnate) in FA Trophy; nella seconda metà della stagione gioca invece nuovamente al Cambridge United, dividendosi tra giovanili e prima squadra: con quest'ultima il 14 febbraio 2015 fa il suo esordio tra i professionisti, subentrando dalla panchina in una partita di Football League Two persa per 2-0 sul campo del Plymouth. Nella stagione 2015-2016 viene nuovamente ceduto in prestito: prima segna un gol in 6 presenze in sesta divisione con il Brackley Town, per poi in un secondo momento passare al Needham Market, con la cui maglia gioca 9 partite (senza mai trovare la via del gol) in settima divisione. A fine stagione il suo contratto in scadenza con il Cambridge United non viene rinnovato, lasciandolo così svincolato.
Dal 2016 al 2018 milita nel Chester, in quinta divisione: in due stagioni totalizza complessivamente 11 reti in 60 presenze (56 delle quali in campionato) tra tutte le competizioni ufficiali con il club biancazzurro; si accasa poi al Maidenhead Utd, altro club della medesima categoria, con cui rimane per due stagioni (la seconda delle quali interrotta prematuramente per via della pandemia di Covid-19), rendendosi autore di 57 presenze e 2 gol in incontri di campionato. Il 24 luglio 2020 si accasa al Derry City, club della prima divisione irlandese. Nel 2020 mette a segno 4 reti in 10 partite di campionato ed esordisce nelle competizioni UEFA per club, giocando una partita nei turni preliminari di Europa League; nel 2021 realizza invece 4 reti in 34 presenze nella prima divisione irlandese, torneo in cui nel 2022 va invece in rete per 6 volte in 33 partite giocate: in questo stesso anno contribuisce inoltre anche con 2 reti in 3 presenze alla vittoria della Coppa d'Irlanda, e gioca 2 partite nei turni preliminari della Conference League. Tra il 2023 ed il 2024 continua poi a giocare nella prima divisione irlandese, ma con il Bohemians: con il club rossonero in un biennio trascorso in squadra segna in tutto 6 reti in 46 partite di campionato giocate. Nel 2025 va a giocare all'Haka, club della prima divisione finlandese.

## Palmarès

### Club

#### Competizioni nazionali
- Coppa d'Irlanda: 1

Derry City: 2022